# Stari Mérchik
Stari Mérchik (en ucraniano: Старий Мерчик, romanizado: Staryi Merchyk) es un pueblo ucraniano perteneciente al óblast de Járkov. Situado en el noreste del país, es parte del raión de Bojodújiv y parte del municipio (hromada) de Valki.

## Toponimia
El nombre del pueblo en otros idiomas de importancia local es también Stari Merchik (en ruso: Старый Мерчик).

## Geografía
Stari Mérchik está situado a orillas del río Mokri Mérchik, 24 km al noreste de Valki y a unos 40 km al oeste de Járkiv.

## Historia
Stari Mérchik fue fundada en 1665 y formó parte del uyezd de Valki en la gobernación de Járkov del Imperio ruso. 
El pueblo recibió el estatus de asentamiento de tipo urbano en 1938.
Durante la Segunda Guerra Mundial, Stari Mérchik fue ocupada por la Alemania nazi del 19 de octubre de 1941 a septiembre de 1943.
Hasta el 18 de julio de 2020, Stari Mérchik fue parte del raión de Valki. El raión se abolió en julio de 2020 como parte de la reforma administrativa de Ucrania, que redujo el número de raiones del óblast de Járkiv a siete. El área del raión de Valki se fusionó con otros en el raión de Bojodújiv.En 2023, Stari Mérchik perdió el estatus de asentamiento de tipo urbano debido a la eliminación de este estatus administrativo.

## Demografía
La evolución de la población de Stari Mérchik entre 1897 y 2022 fue la siguiente:
| 2798                                                          | 3717 | 2009 | 1772 | 1827 | 1827 | 1763 |
| (Fuente: Cities & Towns of Ukraine y UKRAINE: Größere Städte) |      |      |      |      |      |      |

## Infraestructura

### Arquitectura, monumentos y lugares de interés
En el pueblo está el palacio de Chidlovski, un palacio neoclásico del siglo XVIII.

### Transporte
Las estaciones de tren más cercanas son Mérchik en el ferrocarril que conecta Járkiv con Sumy vía Bojodújiv y Ojultsi en la línea que conecta Járkiv con Poltava. El asentamiento tiene acceso a la autopista M03 que conecta Járkiv con Kiev.